# Leyberg (Westerwald)

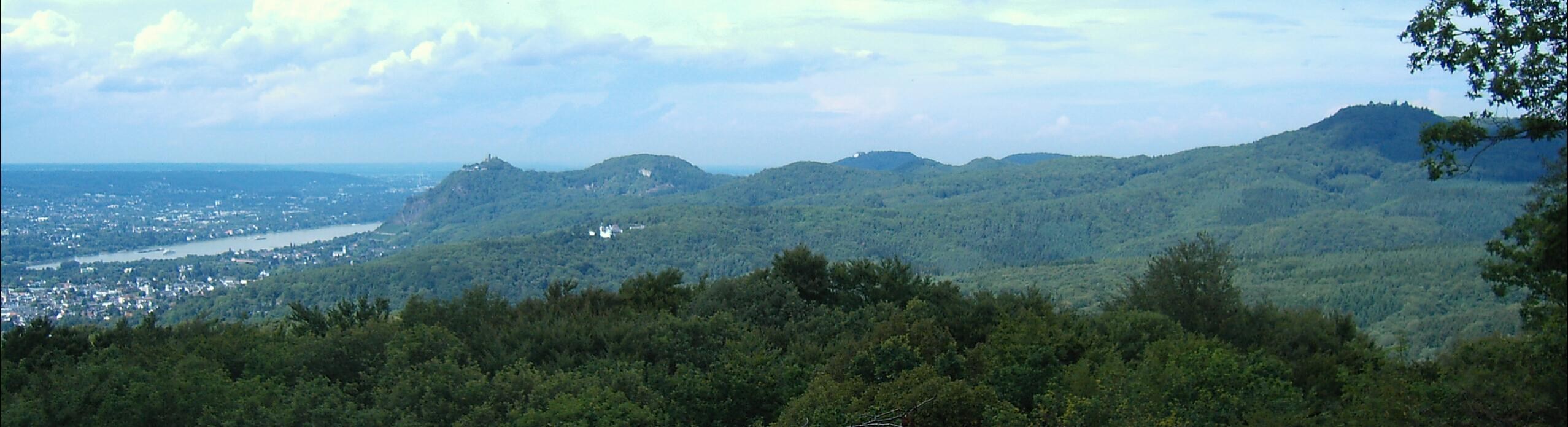
Blick vom Leyberg auf das Siebengebirge

Der Leyberg (früher auch Leiberg) ist ein 359,2 m ü. NHN hoher Berg im Norden des Rheinwesterwälder Vulkanrückens, der sich nach Süden ans Siebengebirge anschließt. Er liegt im Süden des Stadtgebietes von Bad Honnef.
Nachbarberge sind im Westen die Zickelburg (188 m) und im Südwesten die Hardt (278 m). Sein felsiger, kegelförmiger Basaltgipfel ermöglicht eine Rundumsicht auf das Rheintal, das nördliche und östliche Siebengebirge sowie in Richtung Bonn und gehört zu den spektakulärsten der Region. Der im Jahre 1873 vom Verschönerungsverein für das Siebengebirge angelegte Aufstieg erfolgt auf den letzten 80 Metern über mehr oder weniger natürliche Felstreppen – für Personen mit Behinderung nicht geeignet. Erreichbar ist der Berg unter anderem über die auf 271 m gelegene, als „Plitterswiese“ bezeichnete Lichtung an der ehemaligen „Barbarahütte“ (Rastplatz), die am Südhang des Berges liegt. Der Rheinsteig passiert ihn in geringer Distanz, wobei ein gelb markierter Abstecher auf den Gipfel führt.
Bei der am Leyberg auftretenden Gesteinsart handelt es sich um Olivinbasalt. Dieser wurde früher in einem kleinen Steinbruch abgebaut, wobei die Trasse der dem Abtransport dienenden Bremsbahn an der Nordseite des Gipfels – in Verlängerung des nach ihr benannten Wegs Leybergbahn – noch heute als schmale Schneise zu erkennen ist. Von 1923 bis 1925 wurde am Leyberg nach einem ausgedehnten Waldbrand in Kohlenmeilern Holzkohle produziert.